# Podopogonus
Podopogonus is een geslacht van kevers uit de familie bladsprietkevers (Scarabaeidae). Het geslacht werd voor het eerst wetenschappelijk beschreven in 1917 door Moser.

## Soorten
- Podopogonus boettcheri Moser, 1917